# 張哲瀚
张哲瀚（1991年5月11日—），中国男演員、歌手、導演，畢業於上海戲劇學院表演系音乐剧专业。2009年，主演首部电视剧《怎么会爱上你》進入演藝圈，2015年在電視劇《琅琊榜》中饰演少年林殊崭露头角，同年发行了首张个人EP《光》，之後主演電視劇《芸汐传》(2018)、《谁都渴望遇见你》(2020）和《如意芳霏》(2020）等。2020年，为第二张个人EP《我遇见我》举办了首唱会。2021年，在《山河令》中饰演男主角周子舒獲得海外劇冠軍演員殊榮；同年8月捲入疑似前往靖國神社的傳聞風波，遭遇猛烈網路暴力，被迫暫停在中國大陸的演藝事業。2022年12月，在海外各大音乐平台推出专辑《深蓝者》，2023年4月推出第二張專輯《曼陀羅》。2023年5月起，相繼在泰國、馬來西亞、新加坡等地舉辦《洪荒劇場》巡迴演唱會並展開其他演出。2023年11月起，在新加坡，泰國，馬來西亞，澳洲舉辦《追》粉絲見面會。2024年4月，首次執導的西藏騎行紀錄片《八月》全球上線。2024年5月開始陸續推出第三張專輯《拾荒者》歌曲。 2024年11月，於韓國首爾舉行第一場《洪荒劇場2.0》演唱會，並於該場演出中親述其從未參觀或參拜靖國神社。

## 生平
张哲瀚出生在江西省新余市渝水区，2008年考入上海戏剧学院音乐剧专业。
2009年主演偶像剧《怎么会爱上你》，正式进入中国大陆演艺圈。2013年签约于正旗下歡娛影視，後出演《我为宫狂》、《宫锁连城》、《美人制造》、《神雕侠侣》、《班淑传奇》、《半妖倾城》等多部劇集，2015年在古装剧《琅琊榜》中飾演少年林殊。2016年6月與韓星樸敏英合作主演拍攝的愛情輕喜劇《時光之城》於2023年至2024年先後在日本、泰國、台灣地區播出。
2016年9月10日，與NBA球星昌西·比盧普斯、斯蒂芬·馬布里等一起在上海參加第一屆超級企鵝籃球名人賽。2017年9月10日，與NBA球星皮爾斯、雷·阿倫等一同參加第二屆超級企鵝籃球名人賽，並以全場20投15中、34分4籃板3搶斷的成績一舉斬獲全場MVP。隨後，受到官方邀請擔任NBA揭幕賽的嘉賓並客串解說，這也是華人首次受邀出席NBA揭幕賽。9月13日，領銜主演古裝神話劇《夢回朝歌》，在劇中飾演西岐王子姬發。2018年7月19日，與茱蒂蒙·瓊查容蘇因合作主演拍攝電影《愛情故事》。此外，他和鞠婧禕兩次合作主演的《芸汐传》（2018），《如意芳霏》（2020）相繼熱播。
2019年5月发行首张个人EP《光》，親任三首作詞，並在上海举办了首唱会。同年簽約趙薇旗下普林賽斯公司。6月16日，榮獲微博電影之夜的最受期待電影新力量獎。10月11日，所參加的導演選角真人秀《演員請就位》播出，在10期節目中完成《面具》、《大明宮詞》、《哥》等5部短片作品，主演的《哥》則成為節目終極盛典上觀影人數第一的作品，而其本人也最終被評為最受觀眾認可演員。
2020年1月11日，獲得微博之夜年度進取藝人的榮譽。2月16日，與章若楠合作主演的都市言情劇《誰都渴望遇見你》播出。10月18日，在北京舉辦了第二張個人EP《我遇見我》的首唱會，其中《說好了》和《不說》均由本人作詞。
2021年2月，主演的古裝武俠劇《山河令》熱播，除飾演周子舒深受好評、帶動劇作影響力之外，張哲瀚還为该剧演唱了插曲《孤梦》和片尾曲《天涯客》；5月3日至4日，作為主唱參加了在蘇州舉辦的《山河令——生來知己》主題演唱會。5月8日，發行個人生日單曲《環繞》，該曲榮登網易雲音樂2021年上半年最暢銷單曲榜第一名。6月12日，獲得微博電影之夜年度最受關注演員榮譽。同年8月，網絡流傳其2018年在日本旅游赏樱照，背景一角出現的齋館位於靖國神社附近，而引發爭議，在事件未經核實的事發初期遭到中国演出行业協會抵制，隨後张哲瀚的个人微博及工作室微博被关闭，网易云下架其音乐作品 ，中國大陸演藝事業被迫暫停。
2022年12月，张哲瀚在海外各大音乐平台推出全新专辑《深蓝者》，首發单曲《忧伤的晴朗》登顶iTunes全球总榜第一。2023年4月，张哲瀚发布個人第二張专辑《曼陀罗》，以四種花色《紺》、《銀》、《碧》、《晴》命名四個篇章。
2023年5月10日、11日，张哲瀚在自己生日之際於泰国曼谷举办首站“洪荒剧场”演唱会，包含“啟航、抉擇、風暴、重生”四個篇章，並從選曲、創意、內容編排上親自參與主導。2023年9月17日，张哲瀚在马来西亚吉隆坡圓滿完成第二站“洪荒劇場”世界巡演，並特別以“周子舒”角色形象登場演唱劇中曲，以表達對山河令製作人馬韜老師的懷念。
2023年11月25日，張哲瀚受邀參加新加坡首屆YES 933潮流音乐盛典2023，獲頒该届盛典十组年度歌手之一，自己作曲填詞的歌曲《人生海海》获該屆盛典唯一年度金曲。在新加坡接受媒體訪問時，透露工作進展及最新影視計劃。其後在新加坡和曼谷举行兩次粉絲見面會。
2024年2月16日，在香港舉辦“洪荒劇場”演唱會，與現場近一萬五千名觀眾共迎新年。
2024年4月，首次執導的紀錄片《八月》全球上線，獲得熱烈反響，並在全球電影數據庫取得優異成績，位列紀錄影片榜單前列。
2024年5月，荣获“2024hito流行音乐奖盛典最受欢迎新人奖” 
2024年6月，榮獲“KKBOX 風雲榜 年度百大風雲歌手”，紀錄片《八月》榮獲“ARFF國際電影節 阿姆斯特丹單元 環球獎”

## 影視作品

### 电视剧
| 首播年份 | 劇名                 | 角色           | 備註                   |
| 2010年   | 怎么会爱上你         | 夏誉希         | 网络剧                 |
| 2013年   | 我为宫狂             | 小浩、九阿哥   | 网络剧                 |
| 2014年   | 宫锁连城             | 孙合礼         |                        |
| 2014年   | 犀利仁师             | 金仁彬         |                        |
| 2014年   | 美人制造             | 裴云天         |                        |
| 2014年   | 神雕侠侣             | 耶律齐         |                        |
| 2014年   | 我为宫狂2            | 宫浩           | 网络剧                 |
| 2015年   | 大汉情缘之云中歌     | 刘胥           |                        |
| 2015年   | 琅琊榜               | 少年林殊       |                        |
| 2015年   | 班淑传奇             | 卫英           |                        |
| 2016年   | 动漫英雄春季版       | 张伟           | 网络剧                 |
| 2016年   | 解密                 | 韩冰           |                        |
| 2016年   | 半妖倾城第一至第二季 | 明夏           | 网络剧                 |
| 2016年   | 欢喜密探             | 店小二         | 客串，网络剧           |
| 2016年   | 美人为馅第一季       | 梦境三男神之一 | 客串，网络剧           |
| 2016年   | 半妖倾城Ⅱ            | 明夏           | 网络剧                 |
| 2017年   | 云巅之上             | 柯洛           |                        |
| 2018年   | 芸汐传               | 龙非夜         |                        |
| 2020年   | 谁都渴望遇见你       | 张泯           |                        |
| 2020年   | 如意芳霏             | 徐晋           |                        |
| 2021年   | 山河令               | 周子舒         | 网络剧                 |
| 2023年   | 時光之城             | 顧持鈞         | 拍摄于2016年，日本首播 |
| 未播出   | 梦回朝歌             | 姬發           | 拍摄于2016年           |
| 未播出   | 一见不倾心           | 楊敬一         | 拍摄于2017年           |
| 未播出   | 复古神探             | 黃衛平         | 拍摄于2020年           |

### 电影
| 上映年份 | 片名     | 角色   | 備註                 |
| 2012年   | 诡爱     | 李明炎 |                      |
| 2019年   | 烈火英雄 | 郑志   |                      |
| 2024年   | 八月     | 张哲瀚 | 张哲瀚首部执导纪录片 |
| 未上映   | 爱情故事 | 秦漠   | 拍摄于2018年         |

### 微电影&短片
| 首播年份 | 片名       | 角色 | 備註                         |
| 2011年   | 爱缤纷     | 邹翔 | 廣告                         |
| 2011年   | 逆时·恒美  | 小志 | 廣告                         |
| 2012年   | 为渴望而创 | 阿乐 | 廣告                         |
| 2019年   | 面具       | 小飞 | 《演员请就位第一季》導演作品 |
| 2019年   | 哥         | 王越 | 《演员请就位第一季》導演作品 |

## 音樂作品

### EP
| 曲序 | 曲目     |        | 作曲   | 编曲        |
| ---- | -------- | ------ | ------ | ----------- |
| 1.   | 轉身     | 張哲瀚 | 倉雁彬 | 王鵬        |
| 2.   | 上海的雨 | 張哲瀚 | 杜大發 | 馮帆        |
| 3.   | 光       | 張哲瀚 | 倉雁彬 | 馮帆/周少偉 |

| 曲序 | 曲目     |               | 作曲   | 编曲   |
| ---- | -------- | ------------- | ------ | ------ |
| 1.   | 説好了   | 張哲瀚/楊默函 | 楊默函 | 馬小仙 |
| 2.   | 我遇見我 | 唐恬          | 梁梁   | 郑楠   |
| 3.   | 不說     | 張哲瀚        | 翁乙仁 | 馬小仙 |

### 專輯
| 曲序 | 曲目                              |               | 作曲          | 编曲 |
| ---- | --------------------------------- | ------------- | ------------- | ---- |
| 1.   | 憂傷的晴朗 Melancholy Sunshine    | 佳旺          | 佳旺          | -    |
| 2.   | 遊俠 Knight Errant                | 黃禮格/張哲瀚 | 黃禮格        | -    |
| 3.   | 途 Journey                        | 張哲瀚        | 張哲瀚        | -    |
| 4.   | 洪荒劇場 Primordial Theater       | 張哲瀚        | 黃賈杰        | -    |
| 5.   | 冰川消失那天 Lost Glacier         | 樂天          | Danny Wang    | -    |
| 6.   | 人生海海 Magnificent Life         | 張哲瀚        | 張哲瀚        | -    |
| 7.   | 變成星星照亮你 Stars Light You Up | 張哲瀚        | 張哲瀚/星期三 | -    |

| 曲序 | 曲目               |                      | 作曲                 | 编曲 |
| ---- | ------------------ | -------------------- | -------------------- | ---- |
| 1.   | 曼陀羅 Datura      | 嚴世茗/吳周爍/陳奕勤 | 嚴世茗/吳周爍/陳奕勤 | -    |
| 2.   | Believer 信者      | Rich Pilkington      | Rich Pilkington      | -    |
| 3.   | Moonlight 月夜的名 | 佳旺、楊嘉成         | 佳旺、楊嘉成         | -    |

| 曲序 | 曲目                            |                  | 作曲           | 编曲 |
| ---- | ------------------------------- | ---------------- | -------------- | ---- |
| 1.   | 馬上就離開 Time to leave        | Z                | Y              | -    |
| 2.   | 未完成的旅行 Unfinished Journey | 張哲瀚、阿爾不思 | 張哲瀚、星期三 | -    |

| 曲序 | 曲目        |                                     | 作曲                                | 编曲 |
| ---- | ----------- | ----------------------------------- | ----------------------------------- | ---- |
| 1.   | Pressure 迫 | Mike Macdermid & Joe Lawrence（CA） | Mike Macdermid & Joe Lawrence（CA） | -    |
| 2.   | 追 Chase    | H                                   | Y&L                                 | -    |
| 3.   | 壞 Bad      | 張哲瀚                              | 星期三                              | -    |

| 曲序 | 曲目                 |                  | 作曲           | 编曲 |
| ---- | -------------------- | ---------------- | -------------- | ---- |
| 1.   | 頭號玩家 NO.1 Player | 張哲瀚、阿爾不思 | 張哲瀚、星期三 | -    |

| 曲序 | 曲目                      |                                                      | 作曲                                                 | 编曲 |
| ---- | ------------------------- | ---------------------------------------------------- | ---------------------------------------------------- | ---- |
| 1.   | Can You Hear Me 聑        | 張哲瀚                                               | 星期三                                               | -    |
| 2.   | 無礙 Unchained            | 張哲瀚、阿爾不思                                     | 張哲瀚、C、星期三                                    | -    |
| 3.   | Going Off 了              | K.Z                                                  | K.Z                                                  | -    |
| 4.   | 90s                       | Michael James Down, Primoz Poglajen, Will Taylor(CA) | Michael James Down, Primoz Poglajen, Will Taylor(CA) | -    |
| 5.   | 慢走不送 Next             | 小蒜(CA)                                             | 小蒜(CA)                                             | -    |
| 6.   | Lost in London            | 張哲瀚、阿爾不思                                     | 星期三                                               | -    |
| 7.   | 地球陌生人 Earth Stranger | 張哲瀚、阿爾不思                                     | 星期三                                               | -    |
| 8.   | WU                        | 陶狗                                                 | 張哲瀚、星期三                                       | -    |

### 單曲
| 发行年份 | 歌曲               | 备注                                              |
| 2013年   | 女人心             | 《我为宫狂》片尾曲                                |
| 2015年   | 驚鴻               | 《班淑傳奇》片頭曲                                |
| 2017年   | 天下无敌           | 《云巅之上》片頭曲（与郁可唯合唱）                |
| 2020年   | 在晴朗的日子裡歌唱 | 心喜文化三周年主題曲（與心喜文化群星合唱）        |
| 2020年   | 功夫               | 個人單曲                                          |
| 2021年   | 天涯客             | 《山河令》片尾曲（与龔俊合唱）                    |
| 2021年   | 孤夢               | 《山河令》插曲                                    |
| 2021年   | 心若向阳           | 個人單曲                                          |
| 2021年   | 環繞               | 個人單曲                                          |
| 2021年   | 摩天輪是傻瓜       | 電影《燃野少年的天空》片尾曲（与希林娜依·高合唱） |
| 2021年   | 紅船               | 電影《紅船》主題曲                                |

### 演唱會
| 日期   | 日期            | 演唱會名稱                     | 地點                           |
| 2019年 | 8月18日         | 《光》首唱會                   | 上海梅龍鎮廣場                 |
| 2020年 | 10月18日        | 《我遇見我》首唱會             | 北京壹空间                     |
| 2021年 | 5月3日-5月4日   | 生來知己－《山河令》主題演唱會 | 蘇州奧林匹克體育中心體育館     |
| 2023年 | 5月10日-5月11日 | 《洪荒剧场》演唱會             | 泰国曼谷Bitec Bangna Hall 100  |
| 2023年 | 9月17日         | 《洪荒剧场》演唱會             | 马来西亚吉隆坡 Mega Star Arena |
| 2024年 | 2月16日         | 《洪荒剧场》演唱會             | 中國香港 亞洲國際博覽館        |
| 2024年 | 11月16日        | 《洪荒剧场II》演唱會           | 韓國首爾 KINTEX 9A HALL        |
| 2025年 | 5月10日         | 《拾荒者》演唱會               | 中國香港 西九文化區 竹翠公園   |

### 粉丝见面会 Fan Meeting
| 日期   | 日期     | 粉丝见面会名称                           | 地點                                          |
| 2023年 | 11月26日 | 《追 Chase》粉丝见面会                   | 新加坡 The Theatre at MediaCorp               |
| 2023年 | 12月31日 | 《追 Chase》粉丝见面会                   | 泰国曼谷 MCC Hall The Mall Lifestore Bangkapi |
| 2024年 | 7月13日  | 《追 Chase》FANMEETING吉隆坡站之夏日海海 | 馬來西亞吉隆坡 Mega Star Arena                |
| 2024年 | 7月26日  | 《追 Chase》FANMEETING墨爾本站之畢業之前 | 澳洲墨爾本 Festival Hall                      |
| 2024年 | 7月28日  | 《追 Chase》FANMEETING悉尼站之畢業之後   | 澳洲悉尼 ICC Sydney                           |
| 2025年 | 1月5日   | 《野 Yeah!》沙灘新年音樂會               | 泰國差安 Triple Tree Beach Resert             |

## 綜藝节目
| 年份   | 日期              | 綜藝              | 備註                        |
| 2015年 | 9月19日-11月14日  | 中韓夢之隊        | 第1、2、3、5、7、8、9、10期 |
| 2016年 | 7月8日-8月26日    | 極速前進 第三季   | 第1~7賽段                   |
| 2019年 | 10月11日-12月14日 | 演員請就位 第一季 | 最受觀眾認可演員獎          |

## 評選與獎項

### 單曲打榜成績
| 歌曲排名成績 |                                       |            |                  |                           |                  |                            |                                |                           |                           |                            |                    |                                   |
| 年份         | 歌曲名称                              | 网易云音乐 | iTunes全球排行榜 | Oricon公信榜 数字单曲日榜 | 日本告示牌排行榜 | 马来 西亚 MY20 大咖 音乐榜 | KKBox風雲榜                    | 新加坡 YES 933醉心 龙虎榜 | 马来 西亚 EIGHT FM 好听榜 | 马来西亚988 精彩声势排行榜 | 马来 西亚GO XUAN20 | 备注                              |
| 2021年       | 《环绕》                              | 第1名      | -                | -                         | -                | -                          | -                              | -                         | -                         | -                          | -                  | - 「1」：連榜冠軍 - 「-」：未入榜 |
| 2022年       | 《忧伤的晴朗 Melancholy Sunshine》    | -          | 第1名            | 第5名                     | 第7名            | -                          | -                              | -                         | -                         | -                          | -                  | - 「1」：連榜冠軍 - 「-」：未入榜 |
| 2022年       | 《游侠 Knight Errant》                | -          | 第1名            | 第3名                     | 第9名            | -                          | -                              | -                         | -                         | -                          | -                  | - 「1」：連榜冠軍 - 「-」：未入榜 |
| 2023年       | 《途 Journey》                        | -          | 第6名            | -                         | 第49名           | 第1名                      | 第2名                          | -                         | -                         | -                          | -                  | - 「1」：連榜冠軍 - 「-」：未入榜 |
| 2023年       | 《洪荒剧场 Primordial Theater》       | -          | 第2名            | 第9名                     | 第62名           | -                          | 第2名                          | -                         | -                         | -                          | -                  | - 「1」：連榜冠軍 - 「-」：未入榜 |
| 2023年       | 《冰川消失那天 Lost Glacier》         | -          | 第2名            | 第11名                    | -                | -                          | 第1名                          | -                         | -                         | -                          | -                  | - 「1」：連榜冠軍 - 「-」：未入榜 |
| 2023年       | 《人生海海 Magnificent Life》         | -          | 第3名            | 第14名                    | -                | 第1名                      | 第1名                          | -                         | -                         | -                          | -                  | - 「1」：連榜冠軍 - 「-」：未入榜 |
| 2023年       | 《變成星星照亮你 Stars Light You Up》 | -          | 第2名            | 第20名                    | -                | -                          | 第1名                          | -                         | -                         | -                          | -                  | - 「1」：連榜冠軍 - 「-」：未入榜 |
| 2023年       | 《曼陀羅 Datura》                     | -          | 第2名            | -                         | 第67名           | -                          | 第2名                          | -                         | -                         | -                          | -                  | - 「1」：連榜冠軍 - 「-」：未入榜 |
| 2023年       | 《信者 Believer》                     | -          | 第2名            | -                         | -                | -                          | -                              | -                         | -                         | -                          | -                  | - 「1」：連榜冠軍 - 「-」：未入榜 |
| 2023年       | 《月夜的名 Moonlight》                | -          | 第1名            | -                         | -                | -                          | -                              | -                         | -                         | -                          | -                  | - 「1」：連榜冠軍 - 「-」：未入榜 |
| 2023年       | 《马上就离开 Time to Leave》          | -          | 第1名            | -                         | -                | 第1名（第163期）           | -                              | 第1名 （第34期）          | -                         | 第6名 （8月12日）          | 第1名 （8月5日）   | - 「1」：連榜冠軍 - 「-」：未入榜 |
| 2023年       | 《未完成的旅行 Unfinished Journey》   | -          | 第1名            | -                         | -                | 第1名（第170期）           | 第8名（8月17日台湾区新歌周榜） | -                         | -                         | -                          | -                  | - 「1」：連榜冠軍 - 「-」：未入榜 |
| 2023年       | 《迫 Pressure》                       | -          | 第1名            | -                         | -                | -                          | -                              | -                         | 第1名（10月14日）         | -                          | 第1名（10月21日）  | - 「1」：連榜冠軍 - 「-」：未入榜 |
| 2023年       | 《Chase 追》                          | -          | 第1名            | -                         | -                | -                          | -                              | 第1名 （第49期）          | -                         | -                          | -                  |                                   |
| 2023年       | 《坏 Bad》                            | -          | 第1名            | 第16名                    | -                | -                          | -                              | -                         | -                         | -                          | -                  |                                   |
| 2024年       | 《頭號玩家 No.1 Player》              |            | 第1名            |                           |                  |                            |                                |                           |                           |                            |                    |                                   |
| 2024年       | 《Can You Hear Me 聑》                |            | 第1名            | 第17名                    |                  |                            |                                |                           |                           |                            | 第1名（6月1日）    |                                   |
| 2024年       | 《無礙 Unchained》                    |            | 第1名            | 第11名                    | 第59名           |                            |                                |                           |                           |                            |                    |                                   |
| 2024年       | 《Going Off 了》                      |            | 第1名            | 第11名                    |                  |                            |                                |                           |                           |                            |                    |                                   |
| 2024年       | 《90s》                               |            | 第1名            |                           |                  |                            |                                |                           |                           |                            |                    |                                   |
| 2024年       | 《慢走不送 Next》                     |            | 第13名           |                           |                  |                            |                                |                           |                           |                            |                    |                                   |
| 2025年       | 《Lost in London》                    | -          | 第6名            | 第18名                    | 第99名           |                            |                                |                           |                           |                            |                    |                                   |
| 2025年       | 《地球陌生人 Earth Stranger》         |            | 第9名            |                           |                  |                            |                                |                           |                           |                            |                    |                                   |
| 2025年       | 《WU》                                |            | 第6名            |                           |                  |                            |                                |                           |                           |                            |                    |                                   |

1. ↑  网易云音乐2021上半年畅销獎/单曲
2. ↑  Astro Radio（英语：Astro Radio） MY20大咖音乐榜

### 音樂類獎項
| 年份   | 活動                      | 獎項                                  |
| 2023年 | YES 933 潮流音樂盛典 2023 | 年度歌手                              |
| 2023年 | YES 933 潮流音樂盛典 2023 | 年度金曲 - 《人生海海》               |
| 2024年 | 2024 Hito流行音樂獎       | 最受歡迎新人                          |
| 2024年 | 2024 Hito流行音樂獎       | Hito首播點擊人氣獎 - 《冰川消失那天》 |
| 2024年 | 第19屆KKBOX風雲榜         | 年度百大风云歌手                      |
| 2025年 | 第20屆KKBOX風雲榜         | 年度百大风云歌手                      |
| 2025年 | YES 933 潮流音樂盛典 2025 | 年度歌手                              |

### 影视类獎項
| 年份   | 活動                                                                                    | 獎項                                   |
| 2018年 | 《風度men’s uno Young》紅人大賞                                                         | 年度潛力演員                           |
| 2019年 | 演员请就位第一季                                                                        | 最受观众认可演员奖                     |
| 2019年 | 2019微博电影之夜                                                                        | 最受期待电影新力量                     |
| 2020年 | 2019微博之夜                                                                            | 微博年度进取艺人                       |
| 2021年 | 2021微博电影之夜                                                                        | 年度最受关注演员                       |
| 2022年 | 日本《Screen》第8届外语电视剧大奖                                                       | 最受观众喜爱的十大电视演员冠军         |
| 2022年 | 《TC Candler》2022年全球100張最帥面孔                                                   | 第24名                                 |
| 2023年 | 《TC Candler》2023年全球100張最帥面孔                                                   | 第7名                                  |
| 2023年 | The Netizens Report 2023 Year-end Edition                                               | Asian Celebrity Of The Year 第1名      |
| 2023年 | The Netizens Report 2023 Year-end Edition                                               | Chinese Celebrity Of The Year 第1名    |
| 2024年 | IMDb十大热门纪录片                                                                      | 第10名 -《八月 August》                |
| 2024年 | ARFF国际电影节 阿姆斯特丹单元                                                           | 环球奖 -《八月 August》                |
| 2024年 | The Netizens Report Mid-Year ISSUE                                                      | The Most Handsome Man Alive 第1名      |
| 2024年 | RED Movie Awards 2024年夏季篇                                                           | 最佳劇本 -《八月 August》              |
| 2024年 | RED Movie Awards 2024年夏季篇                                                           | 最佳航拍(榮譽獎) -《八月 August》      |
| 2024年 | ARFF 阿姆斯特丹 2024 年度獎                                                             | 最佳紀錄片 -《八月 August》            |
| 2024年 | 2024/25第11届马德里电影奖                                                               | 最佳中長片 -《八月 August》            |
| 2024年 | 2024/25第11届马德里电影奖                                                               | 最佳剪輯(官選名單) -《八月 August》    |
| 2024年 | The Netizens Report 2024                                                                | Asian Celebrity Of The Year 第1名      |
| 2024年 | The Netizens Report 2024                                                                | Chinese Celebrity Of The Year 第1名    |
| 2024年 | 《TC Candler》2024年全球100張最帥面孔                                                   | 第3名                                  |
| 2025年 | Mindfield Film Festival • Albuquerque (Bi-Monthly Competition - November/December 2024) | 最佳紀錄片：鑽石獎 《八月 August》     |
| 2025年 | Mindfield Film Festival • Albuquerque (Bi-Monthly Competition - November/December 2024) | 最佳導演：白金獎 《八月 August》       |
| 2025年 | Accolade 全球电影大赛                                                                   | 卓越奖 - 特别表彰                      |
| 2025年 | The Netizens Report 2025                                                                | The Most Handsome Man Alive 第2名      |
| 2025年 | The Netizens Report 2025                                                                | The Most Handsome Chinese Actors 第1名 |

### 体育类獎項
| 年份   | 活動                     | 獎項                     |
| 2017年 | 第二屆超级企鹅篮球名人赛 | MVP                      |
| 2021年 | 新浪杯职业业余比洞赛     | 最远距离奖、团队赛第四名 |

## 活動代言

### 公益活動
- 2016年6月，張哲瀚與《半妖傾城》劇組發起了V基金公益 “兒童安全工作站”項目[121]。
- 2017年，參與喜马拉雅FM在线发起的 “和爱豆一起去圆留守宝贝的梦”活动[122]。
- 2019年9月，在扶贫互动节目《脱贫攻坚战星光行动》中献唱《我爱你中国》[123]。
- 2021年，參與“人人都是志愿者”公益活動，藉由半个微笑藝術品牌關懷自闭症群体[124]。
- 2021年，擔任“和路雪•心路計劃”快樂大使，計劃運送一萬份冰品至拉薩[125]。
- 2021年，在河南水灾时捐款一百万元，微博配文称：“齐心协力，共渡难关，尽绵薄之力，河南加油，都要平安！”[126]

### 舞台活動
- 2021年
  - 5月11日《无隅》抖音直播生日会。
  - 5月21日《薇娅狂欢节》电商晚会，演唱《爱情大魔咒》、《爱的恰恰》、《无题》、《环绕》[127]。
  - 6月12日《微博电影之夜》頒獎典礼，演唱《给电影人的情书》。
  - 6月15日《616 真心夜》快手电商晚会，演唱《永不失联的爱》、《环绕》。
- 2023年
  - 10月7日 马来西亚MY FM电台于吉隆坡Mega Star Arena 举办的MY Big Show 《A.I.23》商演，演唱《人生海海》，《马上就离开》与《曼陀罗》[128]。
  - 11月25日 新加坡MediaCorp YES 933电台于新加坡室内体育馆举办的首届YES 933 潮流音乐盛典2023，演唱《忧伤的晴朗》，《人生海海》，《马上就离开》，《曼陀罗》与《追》。张哲瀚借由YES 933龙虎榜的成绩和专业评审评估成为该次盛典的十组年度歌手之一，由其亲自作曲填词的《人生海海》也经由听众票选和专业评审评估后，荣获该届盛典的唯一年度金曲（Hit of the Year）[129][130][131]
  - 11月26日于新加坡The Theatre at MediaCorp进行了其首场《追》粉丝见面会 (Fan Meeting)[132]。
  - 12月31日于泰国曼谷MCC Hall The Mall Lifestore Bangkapi进行了第二场《追》粉丝见面会 (Fan Meeting)，即跨年粉丝见面会。

### 品牌代言
- 2018年 : 雪花秀
- 2020年 : 羅西尼、曼秀雷敦
- 2021年 : 一叶子、伊麗莎白雅頓、娃哈哈營養快線、舒适达、NIVEA、LANVIN、MAYBELLINE、PANDORA、九陽、碧浪、Living Proof、倩碧、COSTA、徐福記、浪琴錶、百草味、AHAVA、水星家纺、Anker安克、Kimtrue且初、JBL、燕京雪鹿啤酒、淘寶逛逛、夢幻新誅仙手游、可口可乐、百力滋、呂Ryo、TASAKI

## 爭議
2021年8月13日，中國大陸網民曝光張哲瀚在2019年到日本參加友人婚禮，并与婚礼來賓中初次见面的黛薇夫人合照。該婚禮在乃木神社举办，由於神社主祭為參與旅顺口之战的日本军將領乃木希典而引起爭議。當日網上爆料黛薇夫人前夫苏加诺参与屠華等虛假事件引發對大眾的誤導，網民指控黛薇夫人為反華分子，張哲瀚與她合影的行為被直指親日，之後有報導顯示，中方文化機構代表近年曾與黛薇夫人進行訪問交流，事後黛薇夫人在週刊採訪中表明自己並非反華人士。同年8月13日，網民晒出張哲瀚於2018年在日本旅游赏樱照片，照片背景一角出現的齋館位於靖國神社附近，因而引發中國反日情緒，網路平台掀起更大規模的指責與攻擊。
張哲瀚當天發佈聲明，稱「自己對當地歷史知識欠缺」，強調自己「不親日，從未發表過傷害祖國和人民的言論，深愛自己的祖國。作為公眾人物，更應當時刻牢記歷史傷痛，以後會更認真的學習歷史文化知識，豐富自己的專業素養，更加嚴謹和自律」。對此，《人民日报》等媒體依然提出批評。隨後，張哲瀚個人及其工作室微博帳號遭平台禁言和關閉。
2021年8月15日，中国演出行业协会（部分演出單位和演出人員自行結成的民間社團）发布《关于对演员张哲瀚进行行业道德自律评议的公告》，公告称张哲瀚的行为存在严重不当，伤害民族感情，并根据《演出行业演艺人员从业自律管理办法》的规定，要求会员单位对其进行从业抵制。事发后张哲瀚原本30余個商業代言，均宣佈與其終止合作關係並解約，参与的未播映電影、綜藝也宣布終止合作。张哲瀚为主演的电视剧、参与的過往综艺及相关音乐作品也在中国大陸各大视频平台下架处理。
2021年11月23日，中国演出行业协会网络表演（直播）分会发布第九批网络主播警示名单，名列多位直播主與张哲瀚在內三名藝人。金盾影視中心主任李学政随后發文，质疑中演协是否有权懲處演艺人员并发布“从业抵制”公告。中國演出行業協會稱之前發布的公告不具強制性。12月24日，李学政在个人微博表示北京市公安局朝阳分局已对张哲瀚被诽谤案进行受理，並公開透露，張哲瀚過去幾個月因遭遇強大的網路霸淩、輿論暴力和平台驅逐， 即使試圖報警卻也不被受理。並由相關法律專家論證，稱該事件的影響和性質已構成刑事誹謗侵害案件，給張哲瀚本人及其家人帶來嚴重的人身傷害、名譽破壞和經濟損失。
2022年1月1日，李学政在微博发布對张哲瀚的采访录音，这是张哲瀚自上年8月以來第一次发声，他表示沒有進入或参观靖国神社，稱在参加朋友婚礼前，与黛薇夫人并不相识，之后也无私交。张哲瀚同时表示自己愿意接受法律调查，希望可以得到申辩的机会和公平公正的判决。此次櫻花照片風波事件也引發對演藝行業風氣整頓的探討，有報道指出，這類整頓已經從法律層面擴展到道德層面，以及法律之外濫用私刑等。也有評論認為，若以媒體傳遞官方價值觀的做法作為審視標準來看，對張哲瀚發出驅逐聲音的一些網民，也難稱“正確”。
2022年初春，微信公众号出现文章落款笔名“张三坚”，部份粉絲认为这是张哲瀚本人，但另有部分群體疑惑或否認。4月30日，张哲瀚在其本人IG上發佈手寫信指出，被《山河令》男演員龔俊團隊利用以炒作，並在其商務中使用不正當手段而被侵犯權益，同時希望部分群體停止對張哲瀚親友的輿論暴力；5月4日再发布6分钟视频，控訴被龚俊团队炒作配對，並提到惡性競爭者購買大量水軍操縱輿論、修改百度百科扭曲事實，以達成對他的政治構陷。《Vox》評論稱，此事引起某些所謂宣稱“配對粉絲”群體的偏激行為，如扭曲現實、抨擊他本人為深偽合成，甚至否認其本人的存在等。
2024年11月16日，張哲瀚於其首爾演唱會【洪荒劇場II】上親述：「三年了，我一直沒有找到機會，跟所有人陳述當年的事實。但是現在，我想對所有人說，2018年的櫻花季，我沿著千鳥淵步道一路賞櫻，路過一個花園，當時並不知道身後是什麼。三年後看到新聞，當我想去解釋時，我已經失去了所有可以解釋的管道。我是一個土生土長的中國人，我從來沒有、也永遠不會參觀、不會參拜靖國神社。我深愛我的祖國，是大家的信任和支持支撐我走到今天，謝謝你們」。